# Dragonul Roșu
Dragonul Roșu este un complex comercial situat la periferia Bucureștiului, lângă orașul Voluntari.
Compania Dragonul Roșu SA a fost înființată în anul 2003 și reprezintă compania din grupul de firme Niro ce dezvoltă proiectul Chinatown.
Parte a proiectului Chinatown, zona comercială Dragonul Roșu a devenit cunoscută în special pentru comerțul cu mărfuri chinezești.
Zona comercială Dragonul Roșu cuprinde peste 5.000 de magazine, zece restaurante, 3.500 de metri pătrați de birouri și 4.000 de locuri de parcare.
În mai 2010, complexul comercial a suferit un incendiu de proporții.
La data de 1 decembrie 2011 a fost inaugurat magazinul „Dragonul Roșu” din cadrul complexului.